# Mah Damba
Mah Damba, nacida Mah Sissoko (Bamako, 1965) es una cantante maliense.

## Biografía
Mah es una djéli (griot), se crio en la tradición de la música de alabanza y las grandes epopeyas mandingas. Desde muy joven cantaba en bodas, bautizos y otras ceremonias. Integró luego el conjunto de Kassemady Diabaté. Tras una larga gira por Costa de Marfil con su marido, Mamaye Kouyaté, se trasladó a Francia a principios de los años ochenta, donde siguió desempeñando el papel de griot para la comunidad maliense. Al mismo tiempo, se unió al grupo Mandé Foly. A continuación, emprendió una carrera en solitario sobre los escenarios, casi siempre en formato acústico tradicional: balafon, kora, n'goni (casi siempre tocado por su marido Mamaye Kouyaté y/o su sobrino Makan Sissoko), lo que resalta especialmente su potente voz. Rápidamente sedujo al público europeo y actuó en numerosos festivales.
Es la hija del griot malí Djéli Baba Sissoko, fallecido en 2001 y sobrina de la cantante Fanta Damba. También es la madre de las cantantes Sira Kouyaté y Fatoumata dite Voridio Tanti Kouyaté, corista de Amadou y Mariam Bagayoko.

## Reconocimientos
En 2001, Corinne Maury y Olivier Zuchuat realizaron el documental sobre ella titulado Mah Damba, une griotte en exil.

## Discografía
- 1997 : Nyarela - Trema
- 2000 : Djélimousso - Buda Music
- 2002 :  Katakalé  - Camara Production
- 2011 : A la sombra del grande baobab  - Buda Music

Nota: Mah Damba figura igualmente en la compilación The Divas from Malí (World Network).